# Lorenzo Simonetti
Lorenzo Simonetti (Roma, 27 maggio 1789 – Roma, 9 gennaio 1855) è stato un cardinale italiano.

## Biografia
Nacque a Roma il 27 maggio 1789.
Papa Gregorio XVI lo creò cardinale nel concistoro del 22 luglio 1844, riservandosi il nome in pectore; fu pubblicato nel concistoro del 24 novembre 1845.
Morì il 9 gennaio 1855 all'età di 65 anni.